# UGC 9618
UGC 9618 (ou Arp 302) est une paire de galaxies spirales relativement éloignée et située dans la constellation du Bouvier. Sa vitesse par rapport au fond diffus cosmologique est de 10 111 ± 22 km/s, ce qui correspond à une distance de Hubble de 149,1 ± 10,5 Mpc (∼486 millions d'al).
Note : Les valeurs présentes dans l'encadré ci-contre à droite correspondent à celles pour la paire en elle-même.

## Galaxies en interaction
UGC 9618 se compose de deux galaxies spirales observées depuis la Terre à un stade précoce, voir imminent, d'une collision galactique. Les deux galaxies sont vues sous deux angles différents : celle au Nord est vue de profil et laisse apparaître une bande sombre de poussière interstellaire, tandis que celle au Sud est vue de face. Leurs désignations respectives sont UGC 9618N et S (voir tableau).
Les deux galaxies présentent une large raie HI et renferment des régions d'hydrogène ionisé (HII). 
Des observations réalisées par le télescope spatial Chandra dans le domaine des rayons X, tentent à prouver l'existence d'une activité de type Seyfert 2 au sein de la galaxie Nord. De plus, cette dernière est une galaxie lumineuse en infrarouge (LIRG) et LINER, selon la base de données NASA/IPAC.
| Nom                    | UGC 9618N (Nord)                        | UGC 9618S (Sud)                         |
| ---------------------- | --------------------------------------- | --------------------------------------- |
| Class.                 | Sb                                      | Sc                                      |
| Type                   | galaxie spirale                         | galaxie spirale                         |
| α (J2000.0)            | 14h 57m 00.8266s                        | 14h 57m 00.3185s                        |
| δ (J2000.0)            | +24° 37′ 04.116″                        | +24° 36′ 24.282″                        |
| Vitesse radiale (Km/s) | 10 094 ± 5 km/s                         | 9 800 ± 3 km/s                          |
| Vitesse (FDC)          | 10 261 ± 13 km/s                        | 9 968 ± 12 km/s                         |
| Distance (Mpc)         | 151,35 ± 10,60 Mpc (∼494 millions d'al) | 147,02 ± 10,29 Mpc (∼480 millions d'al) |
| Diamètre (Kpc)         | environ 60,92 kpc (∼199 000 al)         | environ 43,79 kpc (∼143 000 al)         |
| Note(s)                | LINER, Seyfert 2 ?                      | -                                       |

- Notes: les données présentes dans le tableau ci-dessus proviennent de la base de données astronomiques NASA/IPAC[6]. Les valeurs de distances pour chacune de ces galaxies correspondent à celles selon la loi de Hubble-Lemaître (distance de Hubble), basée sur le décalage vers le rouge (redshift).
- Notons aussi que les valeurs de dimensions respectives pour chacune des deux galaxies sont en dehors de celles de la paire en elle même, indiquées par la base de données NASA/IPAC.

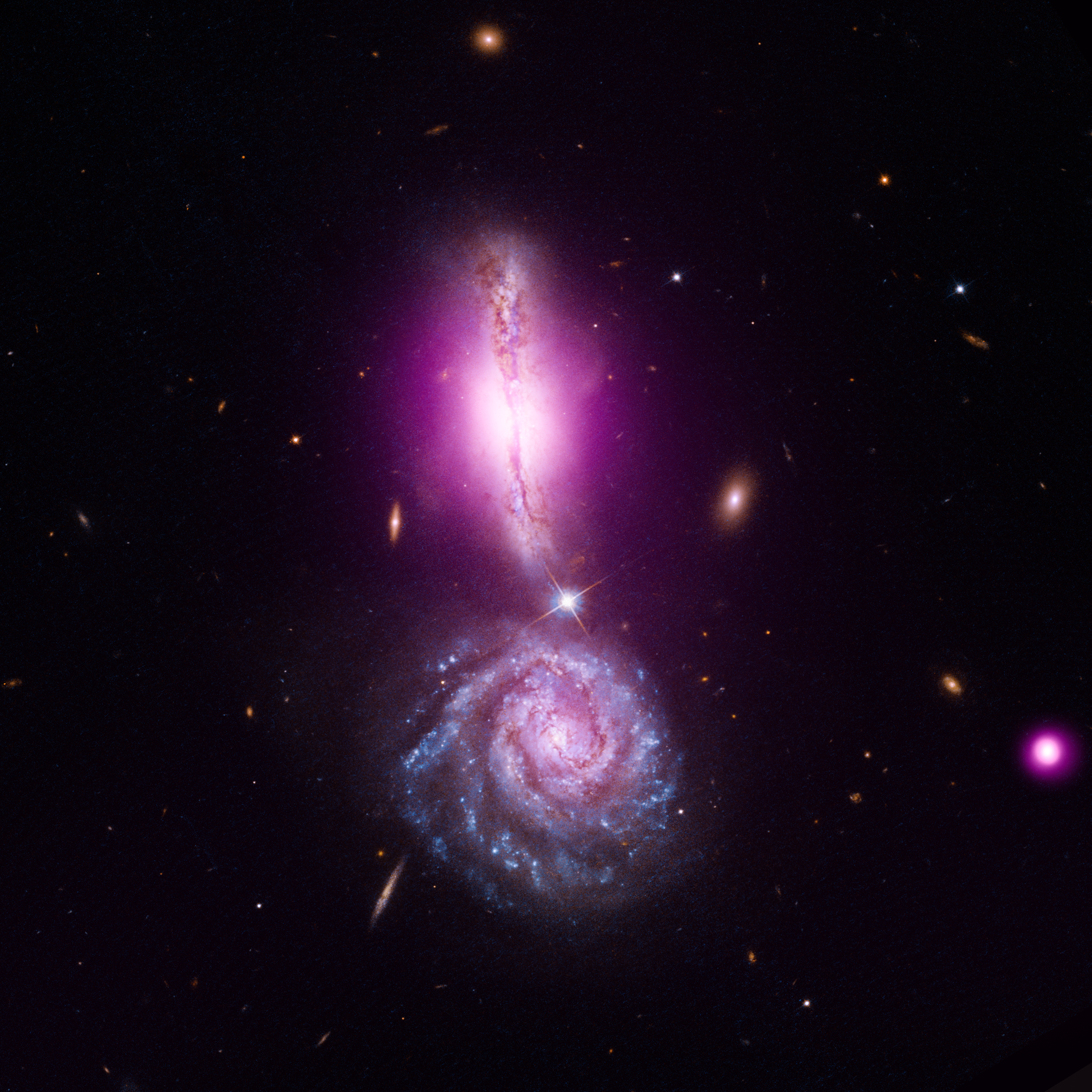
Image composite des observations des télescopes spatiaux Hubble et Chandra (en violet). La galaxie Nord apparaît très brillante selon les données de Chandra, sans doute à cause d'une intense activité au sein de son noyau.